# Eduardo Torralba Beci

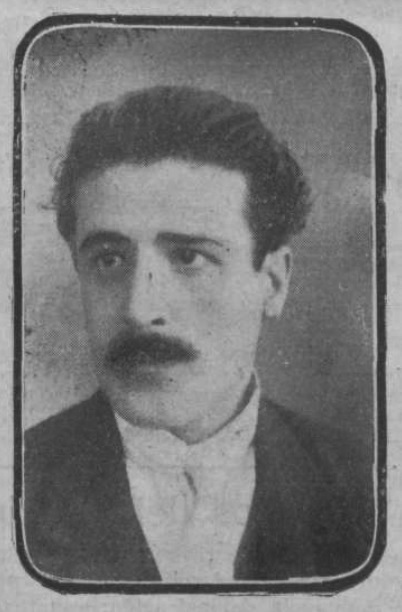
Fotografía de Torralba Beci

Eduardo Torralba Beci (Santander, 1881-Madrid, febrero de 1929) fue un periodista y político socialista y comunista español, miembro fundador del Partido Comunista Obrero Español y del Partido Comunista de España.

## Biografía
Nacido en Santander, sería redactor en su ciudad natal, antes de trasladarse a Madrid, de El Cantábrico. Miembro del PSOE, divergiría tras la Revolución rusa de la estrategia gradualista del partido, acercándose a la Comintern; el 20 de julio de 1919, reclamaría en un mitin en la Casa del Pueblo de Madrid la adhesión del PSOE a la Internacional Comunista. En 1921 fue uno de los firmantes del manifiesto que supondría la creación del Partido Comunista Obrero Español, y fue uno de los representantes del partido en el Tercer Congreso de la Internacional Comunista, celebrado entre junio y julio de 1921. Sería igualmente uno de los fundadores del Partido Comunista de España, fruto de la fusión del Partido Comunista Español y el PCOE.
Editor de El Socialista y director en 1914 al suceder a Mariano García Cortés, tras la ruptura tercerista y la formación del PCOE en 1921 se convertiría el director del periódico La Guerra Social, vinculado al nuevo partido; también dirigió La Antorcha. Colaboró en La Opinión, Vida Nueva, El Figaro, El Liberal, El Heraldo de Madrid y La Libertad. Fue biógrafo de Virginia González.
Falleció en el Hospital del Rey de Madrid en febrero de 1929.